# École du personnel navigant d'essais et de réception
La École du personnel navigant d'essais et de réception o EPNER es la escuela francesa de pilotos de pruebas, con sede en la base aérea de Istres, Francia. Una de las cinco principales escuelas piloto de prueba en el hemisferio occidental, EPNER mantiene estrechos vínculos con las tres escuelas; la Empire Test Pilots' School (ETPS); la U.S. Air Force Test Pilot School  de los Estados Unidos (USAFTPS) y la United States Naval Test Pilot School de los Estados Unidos (USNTPS).
EPNER proporciona formación para pilotos de pruebas, ingenieros de pruebas de vuelo, ingenieros de vuelo y técnicos que participan en las pruebas de vuelo y los controladores de tránsito aéreo que participan en el control de las pruebas de vuelo.

## Graduados famosos
- Jacqueline Auriol, una aviadora francesa
- Léopold Eyharts, un general de brigada francés en la Fuerza Aérea francesa, ingeniero y astronauta de la ESA
- Luca Parmitano, un astronauta italiano en el Cuerpo Europeo de Astronautas de la Agencia Espacial Europea (ESA)
- André Turcat, un piloto militar y de pruebas francés